# Бнайдер
Бнайдер (араб. بنيدر‎) — район (منطقة‎) в южной части Кувейта, в губернаторстве Ахмади, в 73 километрах к юго-востоку от столицы Эль-Кувейт. Расположен на побережье бухты Эз-Заур Персидского залива, между мысом Эль-Кулайа (رأس القليعة‎) на севере и мысом Эз-Заур на юге. Примыкает с севера к району Эз-Заур и с юга к району Эль-Джулая. Курорт. Туристическая зона, популярное место отдыха. На пляже, с видом на море расположены многочисленные домики (шале). Название получил от перс. بندر‎ «порт».